# Danh sách loài gấu

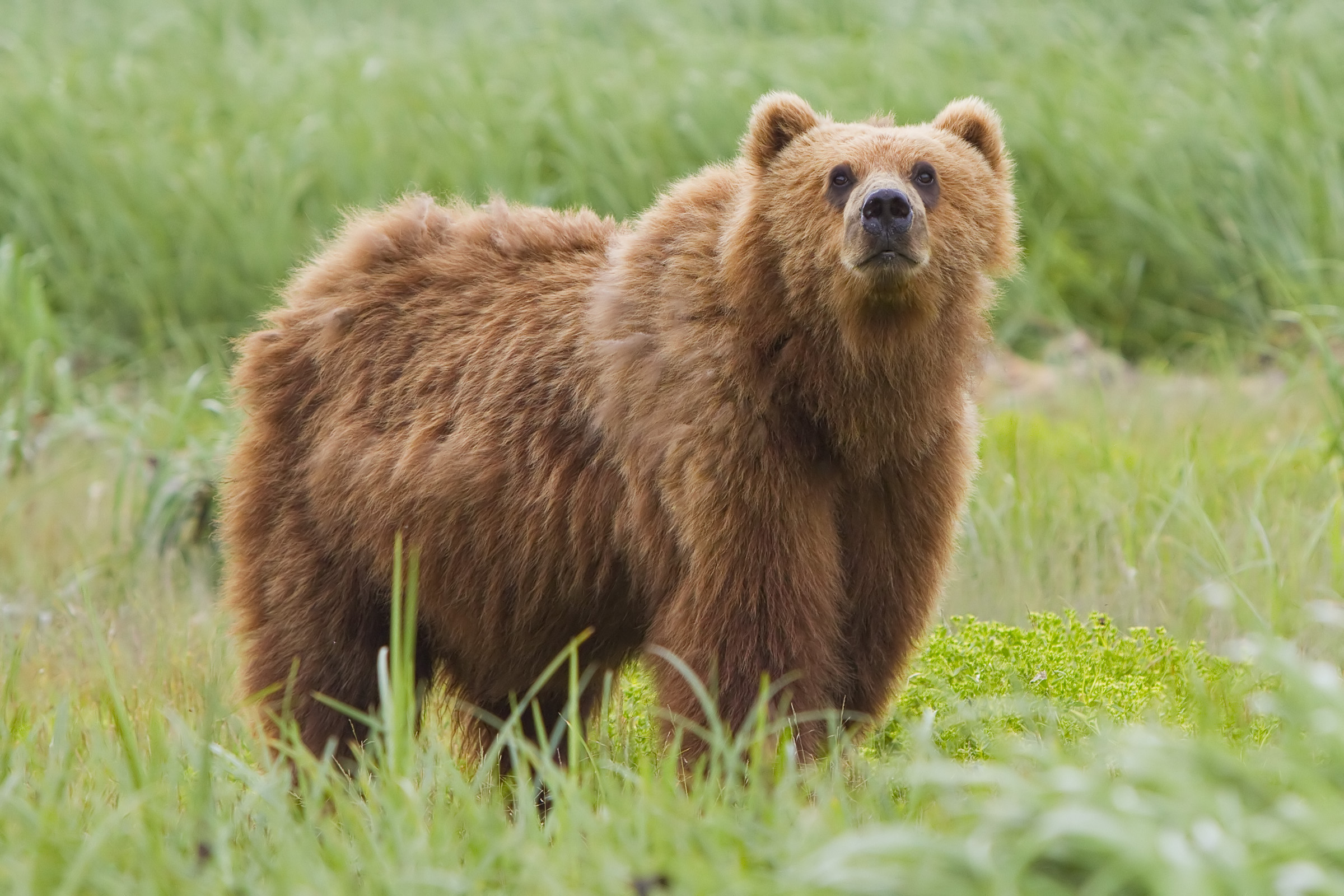
Gấu nâu (Ursus arctos)

Họ Gấu (Ursidae) là một họ thú thuộc Bộ Ăn thịt (Carnivora), bao gồm gấu trúc lớn, gấu nâu, gấu trắng Bắc Cực và nhiều loài còn tồn tại hoặc tuyệt chủng khác. Trong tiếng Anh, mỗi loài trong họ này được gọi là ursid hay đơn giản là bear (gấu). Chúng phổ biến khắp châu Mỹ và lục địa Á Âu. Môi trường sống của gấu nói chung là rừng, mặc dù một số loài có thể được tìm thấy ở vùng đồng cỏ và xavan. Ngoài ra, gấu trắng Bắc Cực sống ở Bắc cực và có môi trường sống dưới nước. Hầu hết các loài gấu dài 1,2–2 m (4–7 ft), cộng đuôi 3–20 cm (1–8 in), mặc dù gấu trắng Bắc Cực dài 2,2–2,44 m (7–8 ft) và một số phân loài của gấu nâu có thể dài tới 2,8 m (9 ft). Trọng lượng rất đa dạng từ gấu chó, nặng 35 kg (77 lb), đến gấu trắng Bắc Cực, nặng đến 726 kg (1.600 lb). Quy mô quần thể khác nhau, với 6 loài được phân loại là loài sắp nguy cấp với quần thể thấp tới 500 cá thể, trong khi gấu nâu có quần thể trên 100.000 cá thể và gấu đen Bắc Mỹ khoảng 800.000. Nhiều loài gấu chủ yếu ăn những loại thức ăn đặc trưng riêng, chẳng hạn như gấu trắng Bắc Cực thường ăn thịt hải cẩu, gấu lợn ăn mối và trái cây. Ngoài ra, khi cần thiết gấu cũng ăn tạp, ngoại trừ gấu trúc lớn chỉ ăn tre. Không có loài gấu nào được thuần hóa, mặc dù một số cá thể gấu đã được huấn luyện cho mục đích giải trí.
Họ Gấu bao gồm 8 loài còn tồn tại, chia thành 5 chi trong 3 phân họ: Ailuropodinae (gấu trúc), Tremarctinae (gấu mặt ngắn) và Ursinae (các loài gấu còn tồn tại khác). Các loài tuyệt chủng được xếp vào cả 3 phân họ còn tồn tại, cũng như 3 phân họ tuyệt chủng: Agriotheriinae, Hemicyoninae và Ursavinae. Hơn 100 loài họ Gấu tuyệt chủng đã được tìm thấy, mặc dù do các nghiên cứu và khám phá vẫn đang tiếp diễn, số lượng và phân loại chưa chính xác chắc chắn.

## Quy ước
Mã tình trạng bảo tồn được liệt kê tuân theo Sách đỏ các loài bị đe dọa của Liên minh Bảo tồn Thiên nhiên Quốc tế (IUCN). Bản đồ phân bố được đính kèm nếu có thông tin. Khi không có thông tin về bản đồ phân bố, sẽ được thay thế bằng mô tả về phạm vi môi trường hoạt động của loài. Vùng phân bố dựa trên danh sách đỏ IUCN cho loài đó trừ khi có ghi chú khác. Tất cả các loài hoặc phân loài đã tuyệt chủng được liệt kê cùng với các loài còn tồn tại đã tuyệt chủng sau năm 1500 và được biểu thị bằng biểu tượng thập tự "". Số liệu quần thể được làm tròn đến hàng trăm.

## Phân loại
Họ Gấu bao gồm 8 loài còn tồn tại thuộc 5 chi trong 3 phân họ và được chia tiếp thành 37 phân loài. Phân loại này không bao gồm các loài lai hoặc các loài tuyệt chủng thời tiền sử.
- Phân họ Ailuropodinae
  - Chi Ailuropoda (gấu trúc): 1 loài
- Phân họ Tremarctinae
  - Chi Tremarctos (gấu mặt ngắn): 1 loài
- Phân họ Ursinae
  - Chi Helarctos: (gấu chó): 1 loài
  - Chi Melursus: (gấu lợn): 1 loài
  - Chi Ursus (gấu): 4 loài

## Danh sách loài họ Gấu
Phân loại sau đây dựa trên phân loại của Mammal Species of the World (2005), cùng với các đề xuất bổ sung được chấp nhận rộng rãi kể từ khi sử dụng phân tích phát sinh chủng loại phân tử. Danh sách này bao gồm cách chi gấu trúc lớn thành hai phân loài. Có một số đề xuất bổ sung đang bị tranh cãi, chẳng hạn như phân loại lại các phân loài của gấu nâu thành các nhánh nhỏ hơn, thì không được đưa vào đây.

### Phân họ Ailuropodinae
| Tên thông thường | Tên khoa học và phân loài                                                                             | Phân bố               | Kích thước và môi trường sống | Tình trạng bảo tồn và số lượng ước tính |
| ---------------- | --- | --------------------- | --- | --------------------------------------- |
| Gấu trúc lớn     | A. melanoleuca (David, 1869) 2 phân loài - A. m. melanoleuca - A. m. qinlingensis (Gấu trúc Tần Lĩnh) | Miền trung Trung Quốc | Kích thước: dài 150–180 cm (59–71 in), cộng đuôi 10–15 cm (4–6 in) nặng 80–123 kg (176–271 lb) Môi trường sống: Rừng Thức ăn: Chỉ ăn tre | VU · 500–1.000                          |

### Phân họ Tremarctinae
| Tên thông thường   | Tên khoa học và phân loài    | Phân bố                | Kích thước và môi trường sống | Tình trạng bảo tồn và số lượng ước tính |
| ------------------ | ---------------------------- | ---------------------- | --- | --------------------------------------- |
| Gấu mặt ngắn Andes | T. ornatus (F. Cuvier, 1825) | Dãy núi Andes ở Nam Mỹ | Kích thước: dài 120–200 cm (47–79 in), cộng đuôi 7 cm (3 in) nặng 60–175 kg (132–386 lb) Môi trường sống: Cây bụi, đồng cỏ và rừng Thức ăn: Chủ yếu ăn dứa và cau, cũng như gia súc, động vật có vú khác và trái cây | VU · 2.500–10.000                       |

### Phân họ Ursinae
| Tên thông thường | Tên khoa học và phân loài                                                                                       | Phân bố                                                    | Kích thước và môi trường sống | Tình trạng bảo tồn và số lượng ước tính |
| ---------------- | --- | ---------------------------------------------------------- | --- | --------------------------------------- |
| Gấu chó          | H. malayanus (Raffles, 1821) 2 phân loài - H. m. euryspilus (Gấu chó Borneo) - H. m. malayanus (Gấu chó Malaya) | Đông Nam Á (vùng hiện tại màu nâu, vùng trước đây màu đen) | Kích thước: dài 120–150 cm (47–59 in), cộng đuôi 3–7 cm (1–3 in) nặng 35–80 kg (77–176 lb) Môi trường sống: Rừng và cây bụi Thức ăn: Chủ yếu ăn mối, kiến, ấu trùng bọ cánh cứng, ấu trùng ong, mật ong và trái cây | VU · 50.000                             |

| Tên thông thường | Tên khoa học và phân loài                                                                                 | Phân bố                                                       | Kích thước và môi trường sống | Tình trạng bảo tồn và số lượng ước tính |
| ---------------- | --- | ------------------------------------------------------------- | --- | --------------------------------------- |
| Gấu lợn          | M. ursinus (Shaw, 1791) 2 phân loài - M. u. inornatus (Gấu lợn Sri Lanka) - M. u. ursinus (Gấu lợn Ấn Độ) | Ấn Độ (vùng hiện tại màu xanh lá cây, vùng trước đây màu đen) | Kích thước: dài 150–180 cm (59–71 in), cộng đuôi 7–12 cm (3–5 in) nặng 54–141 kg (119–311 lb) Môi trường sống: Cây bụi, đồng cỏ, rừng và xavan Thức ăn: Chủ yếu ăn mối và trái cây | VU · 6.000–20.000                       |

| Tên thông thường  | Tên khoa học và phân loài | Phân bố                                                       | Kích thước và môi trường sống | Tình trạng bảo tồn và số lượng ước tính |
| ----------------- | --- | ------------------------------------------------------------- | --- | --------------------------------------- |
| Gấu đen Bắc Mỹ    | U. americanus Pallas, 1780 16 phân loài - U. a. altifrontalis (Gấu đen Olympic) - U. a. amblyceps (Gấu đen New Mexico) - U. a. americanus (Gấu đen miền Đông) - U. a. californiensis (Gấu đen California) - U. a. carlottae (Gấu đen Haida Gwaii) - U. a. cinnamomum (Gấu nây vàng) - U. a. emmonsii (Gấu đen Glacier) - U. a. eremicus (Gấu đen Đông Mexico) - U. a. floridanus (Gấu đen Florida) - U. a. hamiltoni (Gấu đen Newfoundland) - U. a. kermodei (Gấu Kermode) - U. a. luteolus (Gấu đen Louisiana) - U. a. machetes (Gấu đen Tây Mexico) - U. a. perniger (Gấu đen Kenai) - U. a. pugnax (Gấu đen Đảo Dall) - U. a. vancouveri (Gấu đen đảo Vancouver) | Bắc Mỹ (vùng hiện tại màu đỏ, trước đây màu hồng)             | Kích thước: dài 120–200 cm (47–79 in), cộng đuôi 8–14 cm (3–6 in) nặng 39–409 kg (86–902 lb) Môi trường sống: Rừng, đất ngập nước nội địa, đồng cỏ, cây bụi, và sa mạc Thức ăn: Ăn tạp: thực vật, rễ, chồi, trái cây, quả hạch, côn trùng, cá, động vật có vú và xác thối                                        | LC · 735.000–941.000                    |
| Gấu ngựa          | U. thibetanus Cuvier, 1823 7 phân loài - U. t. formosanus (Gấu đen Đài Loan) - U. t. gedrosianus (Gấu đen Baluchistan) - U. t. japonicus (Gấu đen Nhật Bản) - U. t. laniger (Gấu đen Himalaya) - U. t. mupinensis (Gấu đen Đông Dương) - U. t. thibetanus (Gấu đen Tây Tạng) - U. t. ussuricus (Gấu đen Ussuri) | Đông và Nam châu Á (vùng hiện tại màu nâu, trước đây màu đen) | Kích thước: dài 120–180 cm (47–71 in) cộng đuôi 6–11 cm (2–4 in) nặng 65–150 kg (143–331 lb) Môi trường sống: Rừng, đất ngập nước nội địa, đồng cỏ và cây bụi Thức ăn: Ăn thực vật, côn trùng, trái cây, quả hạch, động vật móng guốc và gia súc                                                                 | VU · 50.000                             |
| Gấu nâu           | U. arctos · Linnaeus, 1758 · 16 phân loài - U. a. alascensis (Gấu xám Alaska) - U. a. arctos (Gấu nâu Á Âu) - U. a. beringianus (Gấu nâu Kamchatka) - U. a. californicus (Gấu xám California) - U. a. collaris (Gấu nâu Đông Siberia) - U. a. crowtheri (Gấu Atlas) - U. a. dalli (Gấu nâu đảo Dall) - U. a. gyas (Gấu nâu bán đảo Alaska) - U. a. horribilis (Gấu xám Bắc Mỹ) - U. a. isabellinus (Gấu nâu Himalaya) - U. a. lasiotus (Gấu nâu Ussuri) - U. a. middendorffi (Gấu Kodiak) - U. a. pruinosus (Gấu xám Tây Tạng) - U. a. sitkensis (Gấu quần đảo ABC) - U. a. stikeenensis (Gấu nâu Stickeen) - U. a. syriacus (Gấu nâu Syria)                        | Miền bắc Bắc Mỹ và châu Âu, và miền bắc và trung châu Á       | Kích thước: dài 100–280 cm (39–110 in), cộng đuôi 6–20 cm (2–8 in) nặng 80–550 kg (176–1.213 lb) Môi trường sống: Sa mạc, rừng, đầm lầy nội địa, đồng cỏ và cây bụi Thức ăn: Ăn tạp; ăn cỏ, thảo mộc, rễ cây, quả mọng, quả hạch, côn trùng, động vật có vú và cá                                                | LC · 110.000                            |
| Gấu trắng Bắc Cực | U. maritimus Mulgrave, 1774 | Vùng cực Bắc Mỹ và châu Á                                     | Kích thước: dài 220–244 cm (87–96 in), cộng đuôi 7–13 cm (3–5 in) nặng 408–726 kg (900–1.600 lb) Môi trường sống: Vùng biển đại dương, cây bụi, rừng, đồng cỏ, ven biển/trên triều (supratidal) và vùng gian triều Thức ăn: Chủ yếu ăn hải cẩu, cũng như hải mã, cá voi trắng, chim, cá, thảm thực vật và tảo bẹ | VU · 23.000                             |